# الزراعة في الفصول المدرسية
الزراعة في الفصول المدرسية (المعروف اختصارًا باسمAITC) هو أحد البرامج الأساسية التي تتولى تنظيمه وزارة الزراعة الأمريكية (USDA). يهدف هذا البرنامج إلى مساعدة الطلبة على الإلمام تمامًا بدور الزراعة في كل من الاقتصاد والمجتمع ككل، بحيث ينشأ هؤلاء الطلبة كمواطنين داعمين للسياسات الزراعية الرشيدة. يسعى برنامج الزراعة في الفصول المدرسية إلى محو الأمية الزراعية من خلال مساعدة الطلبة على إدراك المصادر الزراعية لغذائهم ومنسوجاتهم والأزهار التي يستعملونها.
يُنفذ البرنامج في كل ولاية على حدة، وذلك وفقًا لاحتياجات كل ولاية واهتماماتها، من خلال أشخاص يمثلون المؤسسات والشركات الزراعية والتعليمية والجهات الحكومية.
تدعم وزارة الزراعة الأمريكية المؤسسات العاملة في الولايات من خلال:
- مساعدتها في تطوير الزراعة في البرامج المدرسية
- العمل كمقر مركزي لتصفية المواد والمعلومات
- مساعدة الوكالات التابعة لوزارة الزراعة الأمريكية في تطبيق البرامج على مستوى الولايات
- التنسيق مع المؤسسات الوطنية لتعزيز هدف الارتقاء بالوعي الزراعي بين الطلبة في البلاد.

## معلومات تاريخية
على مدار تاريخ الولايات المتحدة، كان التعليم والزراعة مرتبطين بشكل وثيق للغاية. وفي أثناء العقود التي شهدت معيشة معظم الأمريكيين في المزارع أو في البلدات الصغيرة، كان الطلبة عادة ما يشتركون في مهمات بيئية قبل الدراسة وبعدها. وكان العام الدراسي مكتظًا بجداول للزراعة والحراثة والحصاد. وكانت الكتب المدرسية القديمة مليئة بمراجع وأمثلة زراعية لأن الزراعة والحيوانات الزراعية كانتا جزءًا مألوفًا في حياة كل طفل تقريبًا.
وفي عشرينيات وثلاثينيات وأربعينيات القرن العشرين، وفي ظل تقلص عدد السكان العاملين في الزراعة وإهمال التعليم الزراعي في المدارس والمواد التعليمية، صب المعنيون بالتعليم اهتمامهم على الزراعة كنشاط احترافي، بدلاً من كونها جزءًا جوهريًا من حياة كل طالب. وكان التعليم الزراعي يُقدم في المقام الأول إلى الطلبة القلائل الذين يرغبون في الاشتغال بمهنة الزراعة.
وفي أثناء هذه الفترة، تولى عدد صغير من المسئولين عن العملية التعليمية وغيرهم من المهتمين بالعملية الزراعية عملية التشجيع على إدراج المزيد من المناهج الزراعية في العملية التعليمية. فقد أدرك هؤلاء الدور المشترك لكل من الزراعة وإنتاج الأغذية والمنسوجات في الارتقاء بالبيئة، بما في ذلك الكائنات البرية والمياه النظيفة والمحافظة على الغابات والارتقاء بها. وقد استمر اهتمام هؤلاء الأشخاص بحماية الزراعة والبيئة وذلك في الوقت الذي شهد تراجع اهتمام المجتمع بصفة عامة بكلا المجالين.
وفي أثناء العقدين السابع والثامن من القرن العشرين اللذين شهدا إدراك المؤسسات الزراعية المهنية ومنظمات المحافظة على البيئة وعلى الغابات لمدى الحاجة إلى المواد النوعية الجيدة، تم تمويل العديد من الأفلام والمؤلفات والوسائل التعليمية الجيدة وأنتجتها شركات ومؤسسات ومجموعات وجمعيات لا تسعى إلى الربح علاوة على وكالات حكومية ومحلية. على الرغم من ذلك، كان هناك قدر قليل من التنسيق أو تبادل الأفكار بين تلك المجموعات ولم يكن هناك جهة واحدة مركزية تتولى التنسيق بين هذه الكيانات.
وفي عام 1981، وبناءً على دعوة من وزارة الزراعة الأمريكية، عُقد لقاء جمع بين مندوبي الجهات الزراعية المعنية والمسئولين عن التعليم الزراعي في العاصمة واشنطن لمناقشة القضايا الزراعية الملحة. وقد انبثقت من خلال هذا الاجتماع لجنة مركزية منوطة بالملف الزراعي للبلاد. وقد ضمت هذه اللجنة مندوبين من جهات زراعية واقتصادية وتعليمية وحكومية، وهي الكيانات نفسها التي كانت تتولى بالفعل تنفيذ برامج تعليمية في المجال الزراعي.
وقد أوصت هذه اللجنة المشكلة حديثَا بأن تتولى وزارة الزراعة الأمريكية مسئولية التنسيق بين المهام علاوة على رعاية اللقاءات المحلية لمساعدة الولايات في إدارة البرامج الخاصة بها. كما أوصت تلك اللجنة الوزارة بتشجيع ودعم المجموعات المحلية الأخرى.
نتيجة لذلك، أنشأت وزارة الزراعة الأمريكية في عام 1981 برنامج الزراعة في الفصول المدرسية الذي حظي بتأييد جميع وزراء الزراعة الأمريكيين الأحياء آنذاك، علاوة على الجمعية الوطنية لوزارات الزراعة في الولايات والمؤتمر الوطني للهيئات التشريعية في الولايات ومعظم حكام الولايات الأمريكية والمؤسسات الزراعية الكبرى والجمعيات المهتمة بالسلع. وقد تحققت إنجازات ملموسة من خلال هذه الشراكات بين الجهات الزراعية والاقتصادية والتعليمية والحكومية والمتطوعين المتخصصين.
وقد أراد العالم الأمريكي المتوفى د. نورمان بورلوج (Dr. Norman Borlaug)، الحائز على جائزة نوبل، أن يعرف الجميع أنه لم يكن يستسيغ الانفصال بين الطلبة الأمريكيين ممن يتلقون التعليم الحكومي وبين الزراعة. ففي رسالة موجهة إلى القائمين على تدريس برنامج الزراعة في الفصول الدراسية، يشجع د. بورلوج المعلمين العاملين في المدارس الحكومية والخاصة على تطوير المزيد من الدورات في الزراعة وإنتاج الأغذية وأن يعملوا على إشراك الطلبة في هذه الدورات بصورة إجبارية. ويمضي د. بولوج في رسالته ليذكر لاحقًا أن نسبة 4% فقط من الأطفال في الدول الصناعية وأقل من 2% في الولايات المتحدة مرتبطون مباشرة بعملية الزراعة التي تعتمد على الإنتاج.

## توصيل البرنامج
يتكون فريق برنامج الزراعة في الفصول المدرسية التابع لوزارة الزراعة الأمريكية من قائد للفريق وقائد للبرنامج على المستوى الوطني واختصاصي للبرنامج ومساعد. ويقدم هذا الفريق تقاريره إلى نائب المسئول التنفيذي في إدارة تطوير الموارد العلمية والتعليمية التابعة للوكالة التعاونية للأبحاث والتعليم وخدمات التوسع بين الولايات.
تتولى المنظمات في كل ولاية على حدة إدارة عملية التعليم الزراعي وفقَا لما يتناسب مع احتياجاتها. ففي بعض الولايات، تولى شبكة مكونة بالكامل من متطوعين مسئولية توصيل البرنامج وتوزيع المواد. وقد أنشأت الولايات مؤسسات تعليمية غير ربحية تتمتع بخصومات ضريبية هائلة. ويتم توفير قيادات البرنامج في بعض الولايات من خلال إدارات التعليم أو الزراعة أو الوكالات الحكومية الأخرى؛ وفي بعض الولايات الأخرى يتم ذلك من خلال المؤسسات الزراعية أو الجمعيات المهتمة بالسلع؛ ويتم توفير بعض القيادات من الجامعات أو الكليات الجامعية وفي بعض الحالات من خلال المجهودات المتخصصة التي يقوم بها فرد واحد أو فردين.
وقد وظفت بعض المؤسسات القائمة في الولايات أشخاصًا عاملين بدوام كامل و/أو جزئي لدعم برامج الزراعة في الفصول الدراسية. وقد أعاد عدد قليل من الولايات واختصاصي تابعين للوكالات الحكومية لقيادة المجهودات التي تُبذل من خلال برامج الزراعة في الفصول الدراسية. ولم يبرز أسلوب واحد أمثل لإدارة برامج الزراعة في الفصول الدراسية ولكن المجهودات المتكاملة للمتطوعين والمتخصصين تعد بمثابة عناصر جوهرية لتحقيق النجاح.
وبصرف النظر عن هيكل البرنامج، تطور برنامج الزراعة في الفصول الدراسية نظرًا لروح التعاون السائدة بين المشاركين. إذ يُلاحظ وجود برنامج الزراعة في الفصول الدراسية في كل ولاية وفي جميع المناطق. وقد حضر مندوبون من كندا العديد من المؤتمرات الوطنية لبرنامج الزراعة في الفصول الدراسية التي ترعاها وزارة الزراعة الأمريكية، بل واستضافوا مؤتمرات وطنية في كندا. وهناك العديد من الطلبات الموجهة من العديد من دول العالم التي تستفسر عن معلومات عن برنامج الزراعة في الفصول الدراسية ومن المنظمات الأخرى التي تريد الاستفسار عن كيفية توصيل البرامج الخاصة بها بالقدر نفسه من النجاح.
تنبع قوة برنامج الزراعة في الفصول الدراسية من تنظيمه الأساسي وحقيقة أن القائمين على البرنامج يمثلون جزءًا لا يتجزأ من هذا الكيان. وقد حقق البرنامج قفزات واسعة منذ عام 1981. إذ يعد برنامج الزراعة في الفصول الدراسية أحد البرامج التعليمية المرنة والمتجددة التي تهدف إلى الإضافة إلى المنهج الموجود بالفعل لدى القائم بالعملية التعليمية والارتقاء به.

## وصلات خارجية
- Agriculture in the Classroom - official website

‌